# غيوفراي تويس
غيوفراي تويس (18 مايو 1973

 في بوردو) (بالفرنسية: Geoffray Toyes)‏ لاعب كرة قدم فرنسي يلعب حاليا لصالح نادي الدرجة الأولى بروكسل البلجيكي منذ 2008 في خط الدفاع .
لعب تويس في أندية بوردو (1993-1997) ميتز (1997-2003) نانسي (2003-2004) لوفيرواز (2004-2005) موسكرون (2005-2008) .

## وصلات خارجية
- غيوفراي تويس على موقع الاتحاد الدولي (مؤرشف)  (الإنجليزية)
- غيوفراي تويس على موقع قاعدة بيانات كرة القدم.إي يو (الإنجليزية)
- غيوفراي تويس على موقع أوليمبيديا (الإنجليزية)